# 詹姆斯·威尔比
詹姆斯·威尔比（英語：James Wilby，1993年11月12日—）生于苏格兰格拉斯哥，是一名英国男子游泳运动员，主攻蛙泳，曾在羅浮堡大學修读化学类专业。他从小便开始接触游泳，九岁时在游泳教练的建议之下加入约克城巴斯俱乐部，开始参加比赛。2014年，他在格拉斯哥进行的英联邦运动会上完成了个人的国际主要赛事首秀。